# Aminda Valls i Sabaté
Aminda Valls i Sabaté (Cassà de la Selva, 14 d'agost de 1905 - 1960) va ser una atleta i dirigent esportiva catalana. Practicant de gimnàstica, fou membre fundadora del Club Femení i d'Esports de Barcelona, entitat esportiva i feminista dels Països Catalans que va promoure l'esport femení durant el període de preguerra. Entre 1935 i 1938 va presidir l'entitat i va impulsar la pràctica del bàsquet femení durant la dècada del 1930, on el Club Femení i d'Esports fou el dominador absolut a Catalunya. També va ser la primera dona membre del Comitè Català pro Esport Popular (1936), l'organitzador de l'Olimpíada Popular de Barcelona.